# Тварини-символи

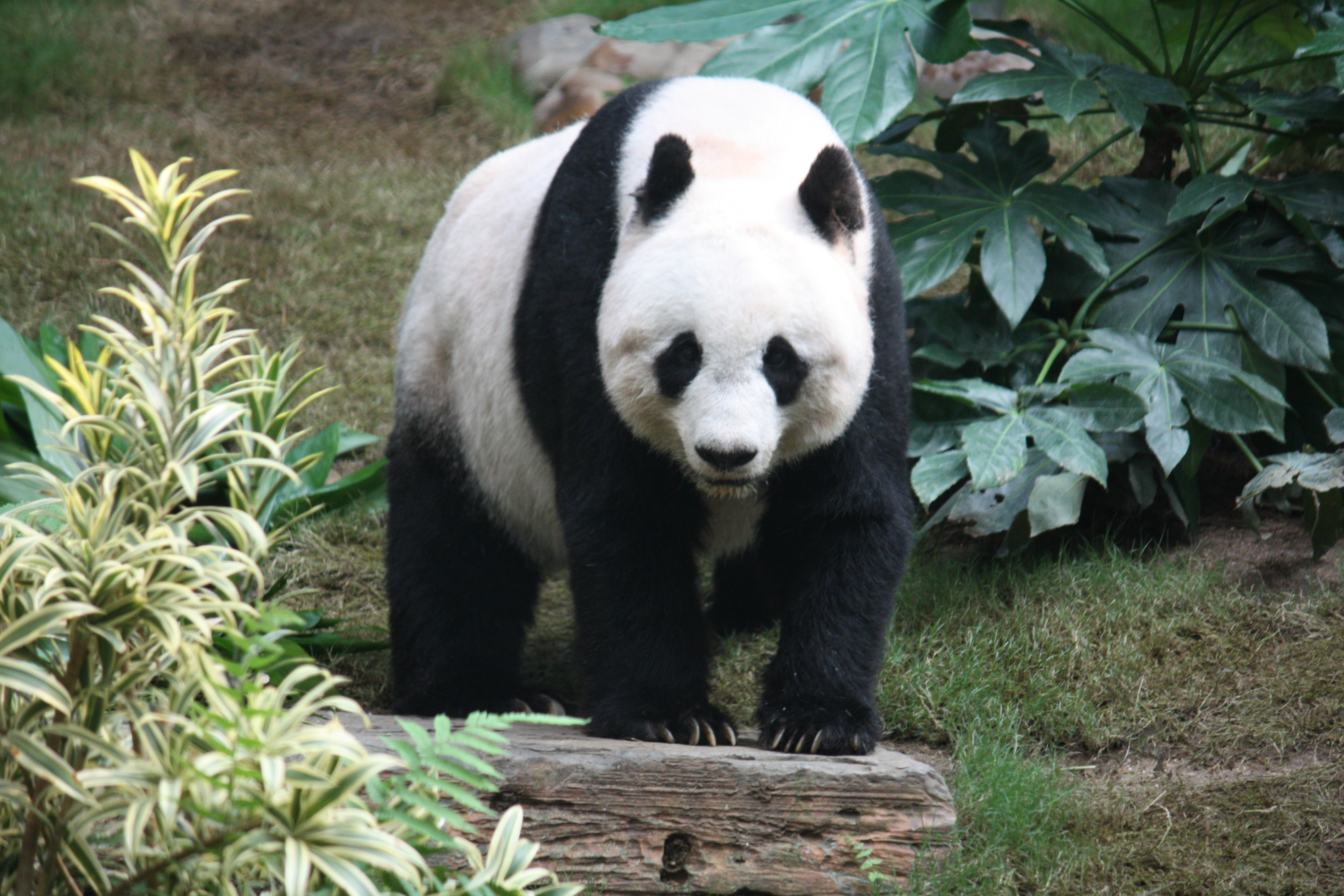
Велика панда — символ охорони природи у світі (зокрема на логотипі МСОП)

Тварини-символи — представники тваринного світу, що виступають як об'єкти першочергової уваги, зокрема в галузі охорони природи.

## Види тварин— символи в охороні природи
Згідно з Пан'європейською стратегією збереження ландшафтного та біотичного різноманіття (Софія, 1995), відтвореною і в Концепції збереження біологічного різноманіття України (1998), один з 11 ключових пріоритетів у збереженні різноманіття — охорона видів-символів.
Згідно з цим, актуалізація природоохоронних програм в очах громадськості має бути зосереджена на визначенні і обґрунтуванні потреб охорони добре відомих пересічним громадянам видів. На цьому має бути зосереджена й увага природоохоронців.
Саме у зв'язку з цією ідеєю набули надзвичайної популярності такі суспільні рухи, як bird watching (спостереження птахів), Боннська і Бернська конвенції (з очевидним переважанням у переліках раритетної фауни птахів), угоди ACCOBAMS та EUROBATS тощо.
ЄС практикує оголошення року того чи іншого виду або групи видів. Зокрема, 2011 рік визнано роком кажана в Європі (див. також Український_центр_охорони_кажанів).

## Давня символіка
До тварин-символів відносяться найчастіше різноманітні види хребетних, здавна відомі людині.
Прикладами є слон, кажан, змія, лелека та ін.
Зокрема,
- слон — символ помірності, співчуття, вічності, верховної влади. У Таїланді, Камбоджі та М'янмі білий слон став символом родючості і злив.
- лелека — символ щастя і дітородства.
- рись — у скандинавській міфології рись була священною твариною богині Фреї. Вважалося, що рисі впряжені в її колісницю.

## Види тварин— символи країн і регіонів

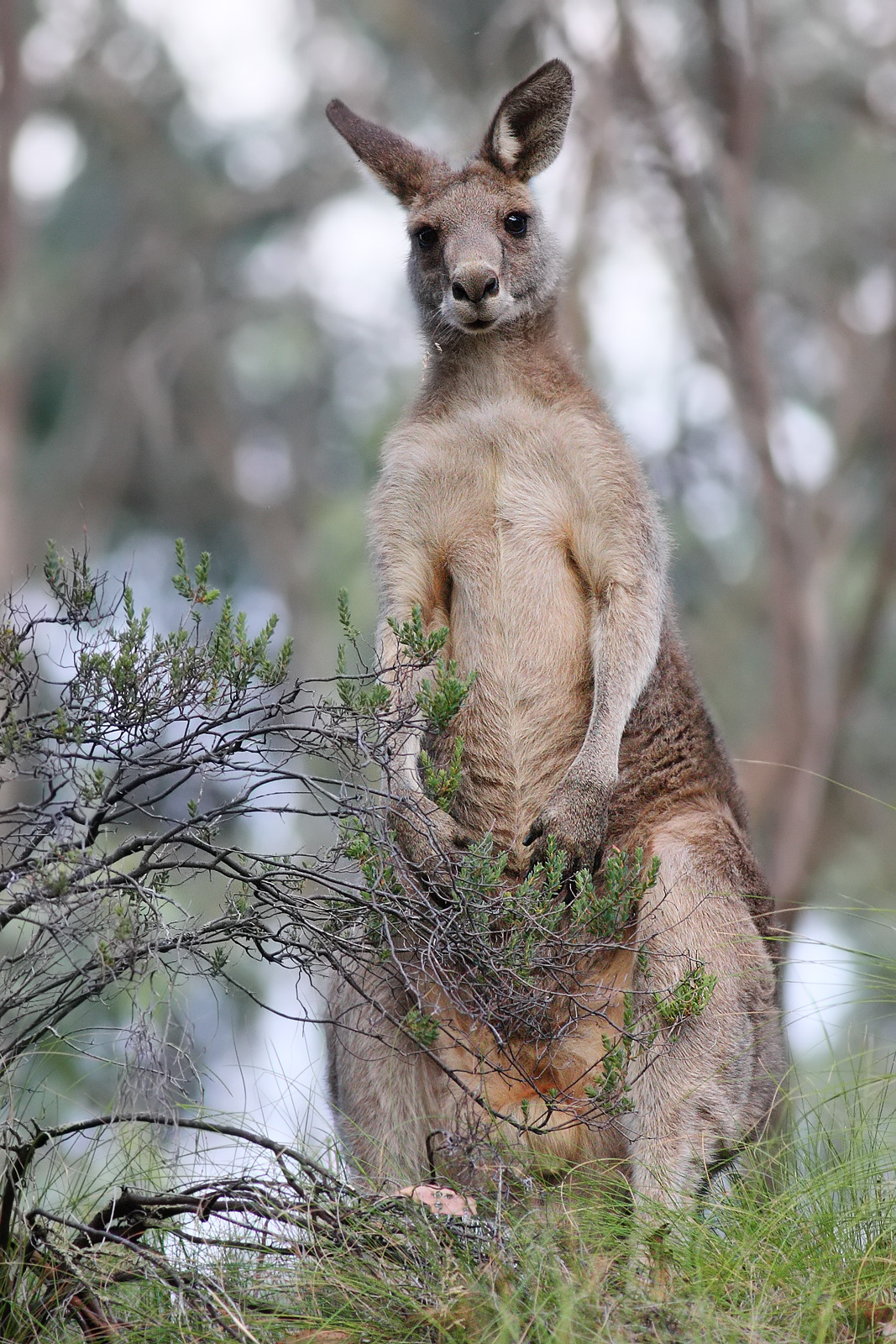
Кенгуру гігантський — символ Австралії

Дельфіни на гербі Мальти 1964–1975 рр.

Тваринна символіка є дуже поширеною в різних країнах.
Наприклад,
- кенгуру є символом Австралії,
- Білоголовий орлан — Національний символ США,
- ведмідь — символом Росії,
- слон — символом багатьох країн Південно-Східної Азії,
- тур, ластівка — серед символів України,
- вивірка — символ Гельсінкі,
- дельфін — символ Мальти,
- лев — символ Естонії, в Україні:
- бабак — символ Луганщини,
- дельфін — Криму,
- лев — Львова.

У трьох американських штатах (Техас, Оклахома, Вірджинія) офіційним символом є кажан.

## Містичні та напівмістичні істоти
У цій групі — низка персонажів повір'їв, казок, обрядів, у тому числі
- Різдвяний_павук
- Песиголовці
- Вовкулака
- вампір — символ нічного страху
- чорт — символ невдачі

## Тварини на монетах
Роль монет фауністичної тематики очевидна. Як показує аналіз,
- «Монети є однією з форм уваги до важливих і актуальних тем, зокрема й теми збереження природної спадщини. Важливою є як сама увага до об'єктів фауни, так і стала тенденція до її зростання, проте темпи такого зростання явно недостатні» та
- «За підсумками аналізу переліку зображень можна говорити про увагу до раритетних видів ссавців з-поміж внесених до Червоної книги України та видів тотемної групи (в широкому розумінні); в усіх випадках — переважно найбільших представників фауни»[3].

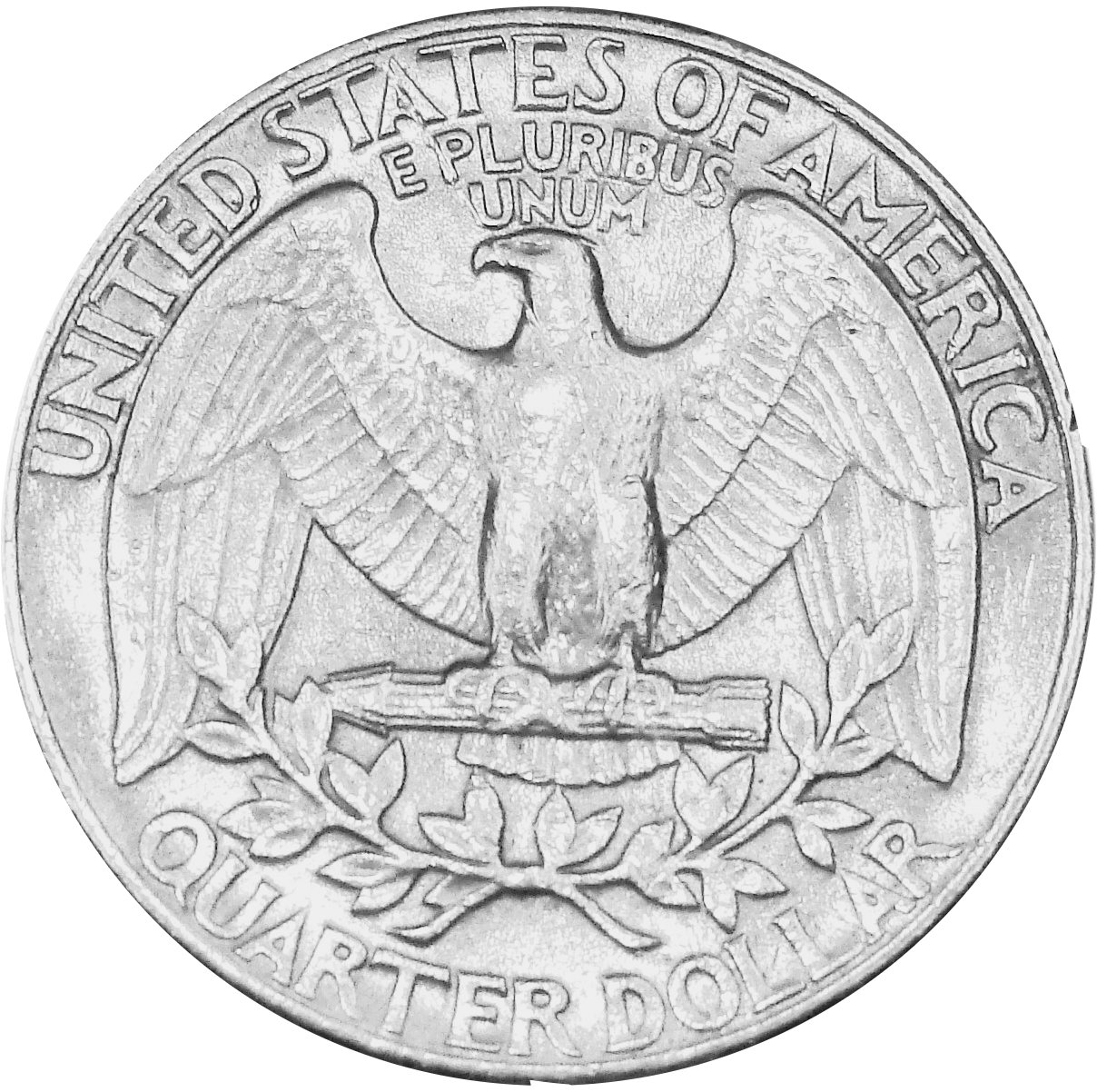
Орлан білоголовий (вид Haliaeetus leucocephalus) на 25-центовій монеті (США, 1998)
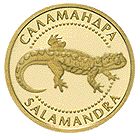
Саламандра (рід Salamandra) на золотій монеті (Україна, 2003)
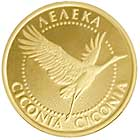
Лелека білий (вид Cicolia ciconia) на золотій монеті (Україна, 2004)
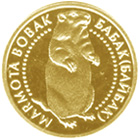
Бабак степовий (вид Marmota bobak) на золотій монеті НБУ (Україна, 2007)
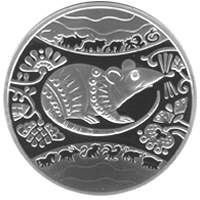
Пацюк (рід Rattus) Срібна монета "Рік пацюка" (Україна, 2008 рік)
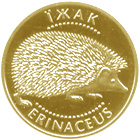
Їжак (рід Erinaceus) на золотій монеті (Україна, 2006)
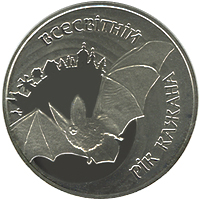
Монета "Всесвітній рік кажана" (Україна, 2012)